# Cycloctenus fugax
Cycloctenus fugax är en spindelart som beskrevs av Goyen 1890. Cycloctenus fugax ingår i släktet Cycloctenus och familjen Cycloctenidae. Inga underarter finns listade i Catalogue of Life.